# Matthieu van Plattenberg
Matthieu ou Matthijs van Plattenberg, connu en France sous le nom de Mathieu de Plattemontagne, Matthieu de Platte-Montagne et Matthieu Montaigne, un peintre baroque flamand , dessinateur, graveur et graveur spécialisé dans les peintures marines et paysages né à Anvers en 1607 ou 1608, et mort à Paris le 19 septembre 1660. 
Il a passé l'essentiel de sa carrière hors des Flandres, d'abord en Italie puis en France où il a joué un rôle important dans le développement de la peinture de marines orageuses.

## Biographie
Il a probablement été l'élève du peintre de marine Andries van Eertvelt, à Anvers. Il a voyagé avec van Eertvelt en Italie, où il a travaillé à Florence.

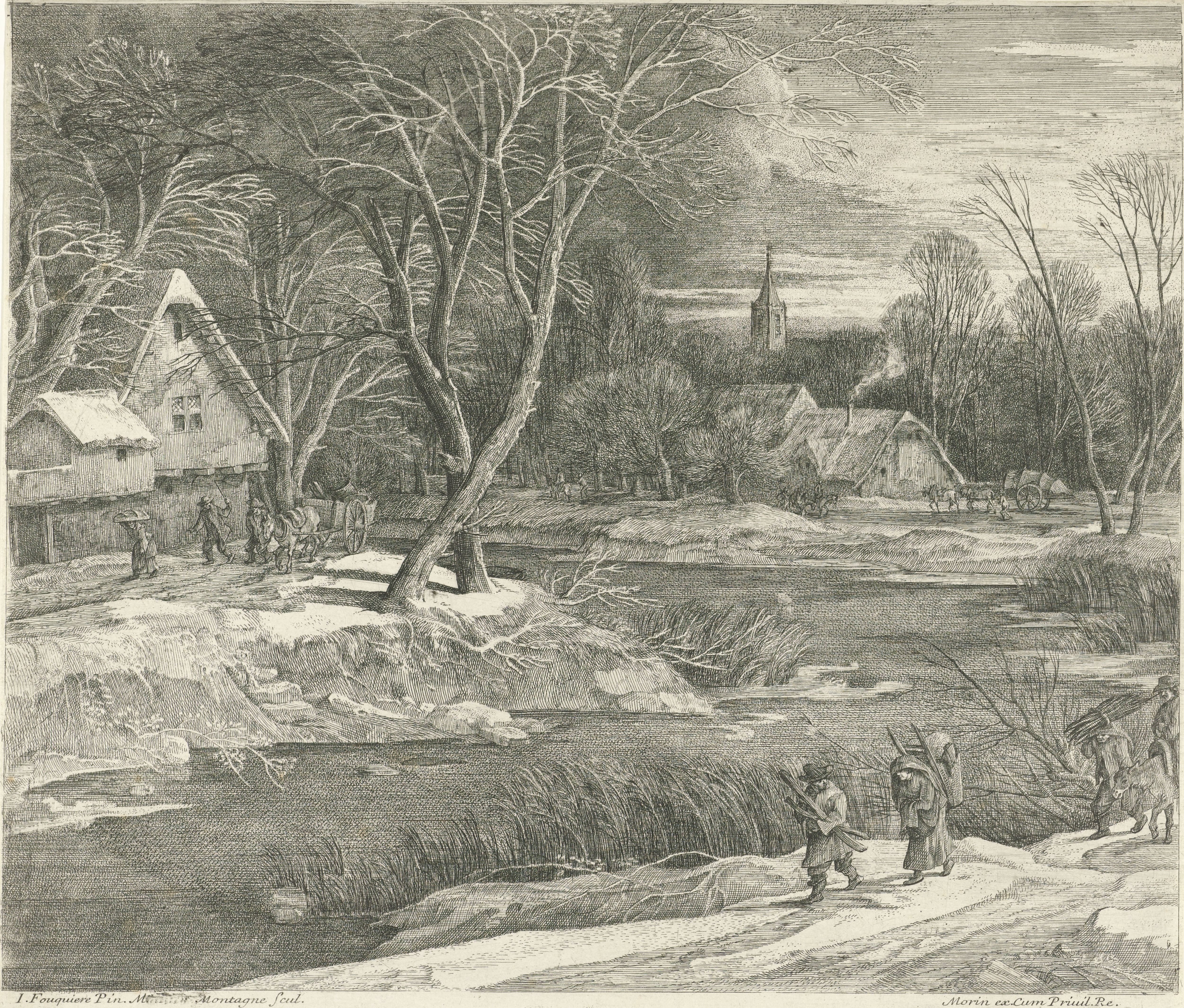
Paysage d'hiver dans un village
Gravé par van Plattenberg d'après une peinture de Jacques Fouquières, imprimé par Jean Morin

À partir de 1630 environ, il travaille à Paris. Il est actif en tant que peintre et graveur sur cuivre ainsi que concepteur de motifs de broderie. À Paris, il a étudié auprès du peintre émigré flamand Jacques Fouquières qui est un peintre paysagiste et graveur bien établi. Fouquières lui a enseigné la gravure. 
En 1631, à Paris, il a épousé la sœur du peintre, graveur et éditeur français Jean Morin, élève de Philippe de Champaigne. Van Plattenberg et Morin ont collaboré à des projets d'édition pour lesquels van Plattenberg a réalisé les gravures.
En France, van Plattenberg se fait appeler « Mathieu (de) Platte-Montaigne » ou « Platte-Montagne » et signe également ses œuvres avec «(M) Montagne» ou «(M) Montaigne». Le succès de Plattenberg lui a valu la faveur de la cour royale et il a reçu le titre de «Peintre du Roy pour les mers» (Peintre royal des mers). 
Il est un des membres fondateurs de l' Académie royale de peinture et de sculpture, en 1648, dont il est resté membre jusqu'à sa mort à Paris en 1660.
Le fils de Matthieu van Plattenberg, Nicolas de Plattemontagne, est un peintre et un élève de Philippe de Champaigne. Il a eu une brillante carrière en France mais son travail est tombé dans l'oubli après sa mort.

## Œuvres

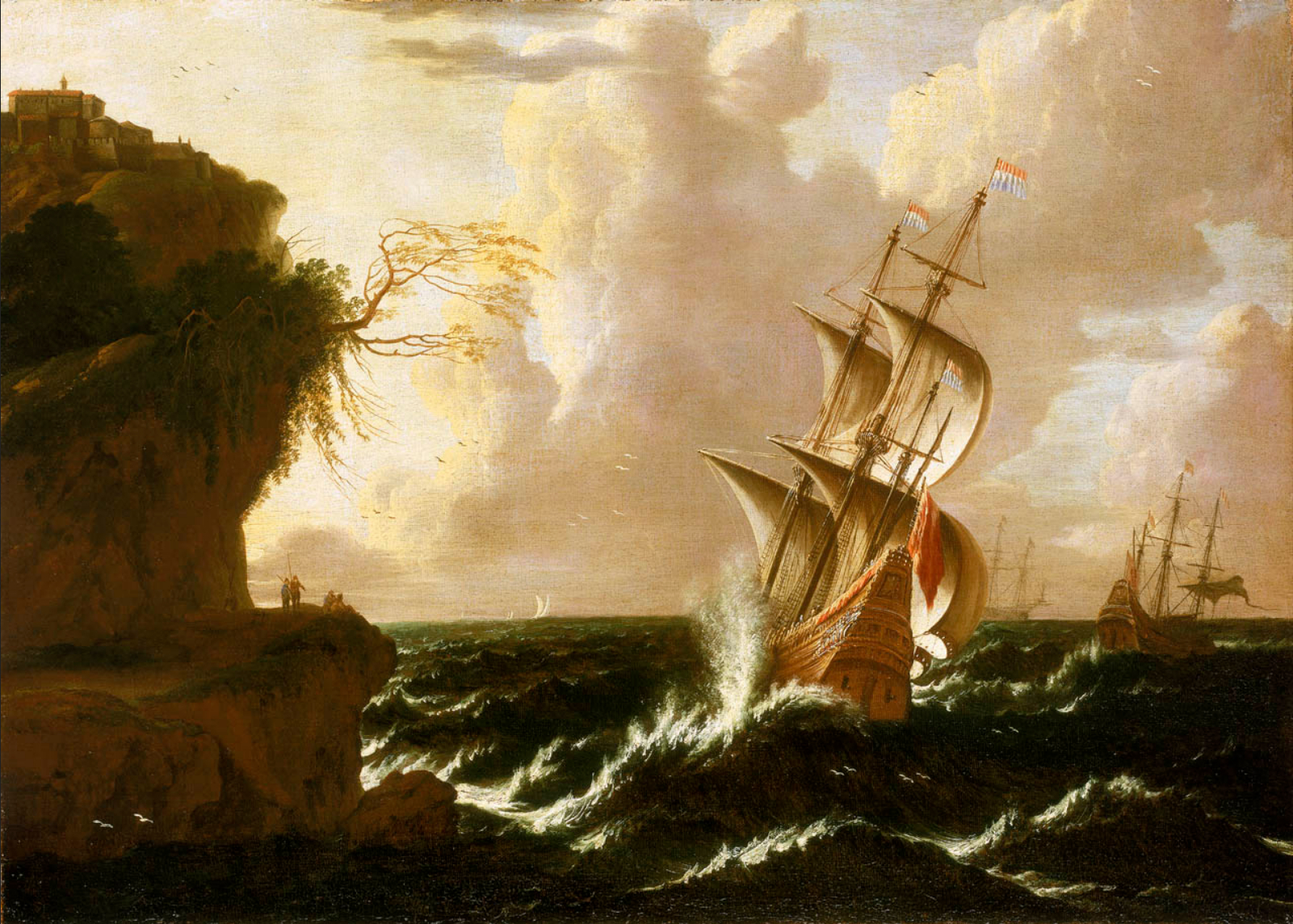
Navire hollandais dans la tempête
National Maritime Museum

Mathieu van Plattenberg s'est spécialisé dans la représentation de tempêtes aux couleurs vives avec des mers turbulentes et écumantes. Van Plattenberg signait ou datait rarement ses œuvres.
Dans le passé, ses peintures ont été attribuées à tort à un peintre présumé flamand ou hollandais actif en Italie à l'époque où Matthieu van Plattenberg y travaillait. Ce peintre était appelé « Monsù Montagna » ou « Renaud de la Montagne ». L'historien de l'art Marcel Roethlisberger a comparé plusieurs dizaines de peintures non signées de tempêtes marines traditionnellement attribuées à Monsù Montagna. Il a constaté que ces peintures forment un groupe cohérent en ce sens qu'elles combinent des types flamands avec un large traitement pictural ressemblant à l'œuvre de Salvator Rosa. Roethlisberger est d'avis que ces œuvres autrefois attribuées à « Monsù Montagna » sont en fait des œuvres de van Plattenberg. Depuis que Plattenberg a quitté l'Italie avant que Rosa ne commence à peindre.
Matthieu Van Plattenberg a influencé le peintre marin Alessandro Grevenbroeck (vers 1695-après 1748), un peintre d'origine hollandaise qui était actif dans le nord de l'Italie entre 1717 et 1747. Il est en outre considéré comme un précurseur important de Pieter Mulier, connu en Italie où il a été actif pour la plupart de ses la vie en tant que « Cavalier Pietro Tempesta ». Mulier était surtout connu pour le ciel orageux de ses paysages marins et les peintures de Plattenberg anticiperaient les premières tempêtes marines de Tempesta. Tempesta a dû voir les œuvres de van Plattenberg en Italie. Certaines des œuvres de Monsù Montagna (Matthieu van Plattenberg) ont dans le passé été attribuées à Mulier. Van Plattenberg doit également être distingué de la Montagne de Venise (ou Rinaldo della Montagna), qui était également un peintre de marines mentionné par Cesare Malvasia dans sa biographie de Guido Reni (p. 78).
Matthieu van Plattenberg a également exécuté trois douzaines de gravures représentant la mer et les paysages. Ces gravures étaient souvent publiées par son beau-frère Jean Morin et portaient l'inscription « Morin ex cum privil». Ré. ».

## Source
- (en) Cet article est partiellement ou en totalité issu de l’article de Wikipédia en anglais intitulé « Matthieu van Plattenberg » (voir la liste des auteurs).